# 鲁尔宫
鲁尔宫（Palais du Roure）是法国阿维尼翁的一座15世纪豪宅，现在是一个博物馆。 

## 历史
1469年，来自佛罗伦萨的皇帝党人皮埃尔·贝伦赛丽（Pierre Baroncelli）在阿维尼翁购置房屋，此后因接近朱利安诺·德拉罗韦雷（后来的教宗儒略二世）而成为阿维尼翁的重要家族。
该建筑在1941年11月19日列为历史古迹。